# Aleksandr Menkov
Aleksandr Menkov (ryska: Александр Александрович Меньков), född 7 december 1990 i Minusinsk, Krasnojarsk kraj, är en rysk friidrottare som tävlar i längdhopp. Han satte ryskt rekord vid världsmästerskapen i friidrott 2013 i Moskva där han tog hem vinsten genom ett hopp som mätte 8,56 m. Under världsmästerskapen i friidrott 2017 i London var Ryssland diskvalificerat som nation efter att ryska förbundet systematiskt kringgått dopningsreglerna. Aleksandr Menkov var en av 16 ryska idrottare som tilläts delta under neutral flagg.